# Федоровское (поселение)
Фёдоровское (поселение) — поселение, объект археологического наследия у д. Фёдоровское Чухломского района Костромской области. До 1960-х годов включительно упоминается в качестве Фёдоровской стоянки.
Многослойное поселение расположено на низком мысовидном выступе первой надпойменной террасы левого берега р. Вёксы (левый приток р. Вочи), вытекающей из Чухломского озера, в 400 м восточнее д. Фёдоровское Чухломского района. Сохранившиеся размеры поселения составляют около 120×80 м, Мыс возвышается над урезом воды в р. Вёксе на 0,5-2,2 м. Подножие мысовидной площадки заболочено, повышение уровня поверхности происходит плавно к центральной части мыса. Мощность культурных напластований составляет от 20 до 70 см, отмечается значительная переработка слоя поздней распашкой. Объекты, как правило, фиксируются на уровне материковой поверхности. В центральной части мыса (юго-западная часть поселения) мощность культурных напластований составляет около 20-30 см, ближе к береговой линии увеличивается до 70 см. Чем ближе к береговой линии, тем слои более насыщены артефактами неолитического времени. Культурный слой — однородный и представлен серо-черным опесчаненным суглинком, ближе к центральной части мыса с интенсивными включениям мелких комочков желтой глины. Встреченные в смешанном слое находки относятся как минимум к семи разновременным комплексам.
Поселение — памятник, содержащий слои отражающие неоднократное заселение в различные исторические эпохи: 1) в мезолите (возможно, поздний этап бутовской культуры); 2) развитом и позднем неолите — льяловская, галичская (гребенчатой керамики) культуры; 3) энеолите — волосовская культура; 4) раннем бронзовом веке — фатьяновская и фатьяноидная культуры, 5) в эпоху поздней бронзы — культура «текстильной» керамики: 6)раннем железном веке — культура сетчатой керамики.

## Исследования
Поселение Фёдоровское (название по близ расположенной деревни) открыто в 1923 году местными краеведами В. И. Смирновым и Л. Н. Казариновым. В том же году ими сделаны небольшие «пробные» раскопки и составлен план местности. В 1925 г. раскопки на поселении вели выдающиеся ленинградские археологи А. Я. Брюсов и М. Е. Фосс, вычленившие контуры трех округлых в плане построек культуры ямочно-гребенчатой керамики. В 1926 году исследования возобновляются В. И. Смирновым и Л. Н. Казариновым при участии ряда других костромских краеведов. После продолжительного перерыва достаточно обширные работы проводятся И. В. Гавриловой в 1962—1964, 1969—1973 годах. И. В. Гавриловой культурный слой разделен на 4 последовательных горизонта и выделены 5 типов керамики: ямочно-гребенчатая, гребенчатая, волосовская, фатьяноидная, сетчатая; а также, типологически — крёмневые изделия мезолитического облика. Изучено также наземное жилище волосовского времени. В 2004—2008 годах работами А. В. Новикова изучено около 500 м². Установлена текущая стратиграфия культур представленных на памятнике, зафиксированы две постройки волосовского времени. Интерес представляет так же наличие достаточно большого количества кремнёвых орудий типологически относящегося к мезолиту и так называемых «чуринг» — одного из древнейших примеров графики. Коллекции хранятся в Государственном историческом музее, Костромском историко-архитектурном и художественном музее-заповеднике, Чухломском районном краеведческом музее.

## Интересные факты
На памятнике найдены так называемые «чуринги» — три кремнёвые гальки со следами древнейшей графики мезолитического времени. Это первые и единственные подобные находки для Костромского Поволжья.
В нижней части памятника в силу повышенной влажности достаточно хорошо сохраняются костяные предметы. Известны найденные в разное время наконечники стрел, гарпуны, мотыга, рыболовный крючок, подвески из клыков хищных животных.

## Галерея

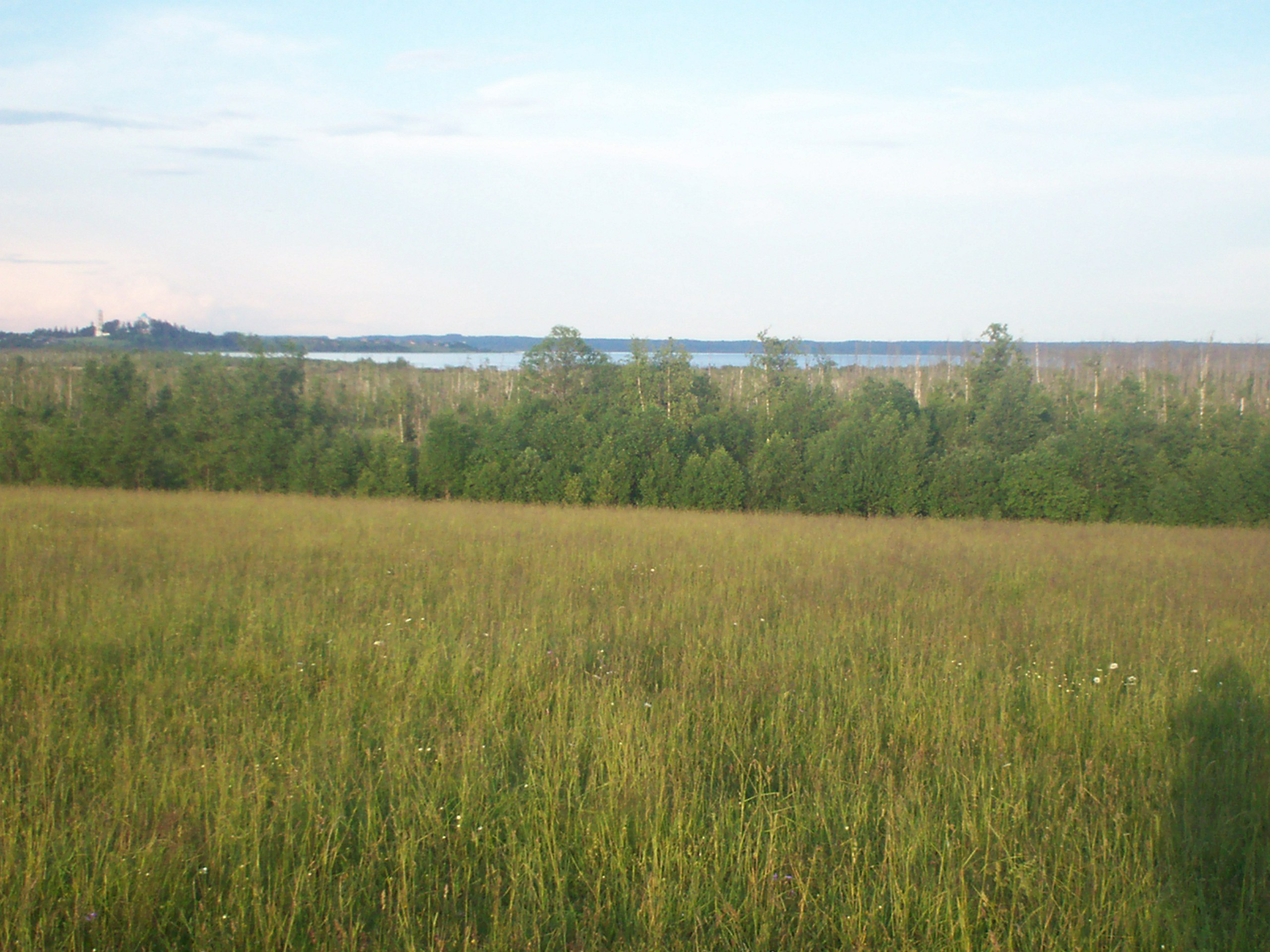
Вид на место расположения Фёдоровского поселения в Чухломском районе Костромской области
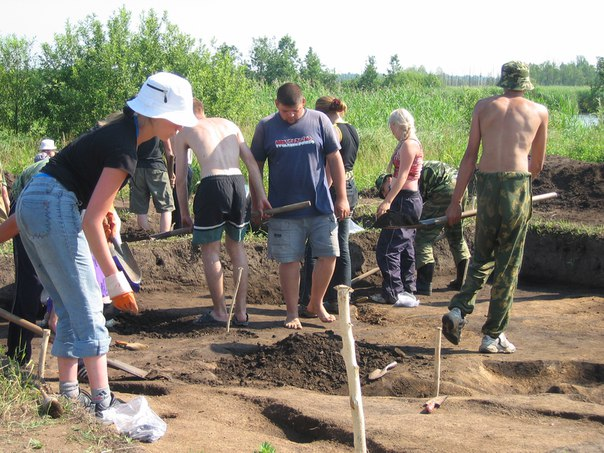
Процесс археологических исследований на Фёдоровском поселении.
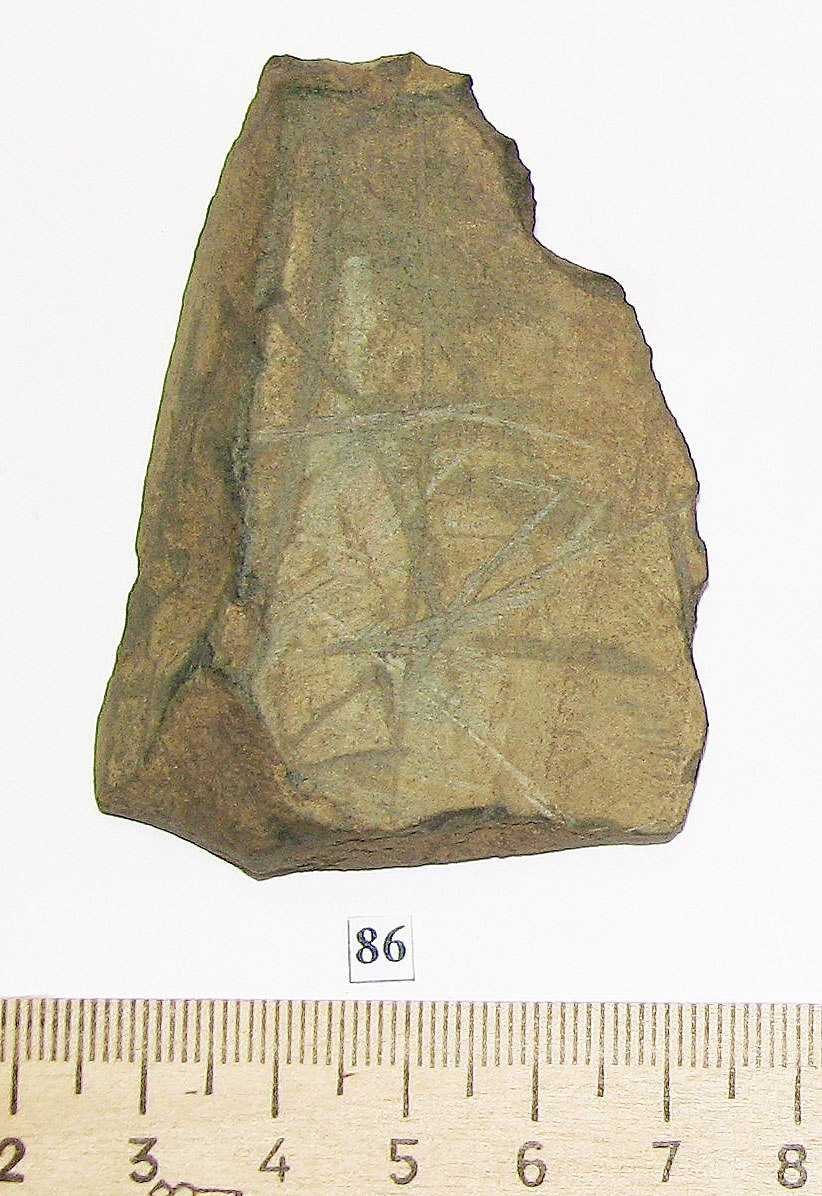
Одна из "чуринг" найденных на Фёдоровском поселении в Костромской области в 2008 г.